# 기도하고 일하라
기도하고 일하라(영어: 0ra et labora)는 2011년 룩아웃 게임즈에서 출시된 보드 게임이다. 대한민국에서는 코리아보드게임즈가 룩아웃 게임즈를 통하여 출시하였다. 게임의 디자이너는 우베 로젠버그이며, 플레이어들은 건축물을 짓고 가장 점수가 높은 플레이어가 승리한다. 플레이 시간은 약 60분-180분이나 2-3시간, 인원은 1~4명, 연령은 14세 이상이다.

## 개요
- 게임의 목적은 가장 많은 점수를 얻는 것이다. 플레이어들은 가장 대표적인 방법은 건물을 건설하는 것이다. 게임이 끝났을 때 가장 많은 점수를 얻은 플레이어가 승리한다.

## 게임 종료 및 승자 결정
- 모든 플레이어가 라운드마다 행동을 한 번씩 수행하고, 시작 플레이어가 한번 더 행동하고 나면 라운드가 끝난다.
- 그리고 정착지에 주거 점수를 모두 더해 가장 점수가 높은 플레이어가 승리한다.